# Галерея искусств Уокера
Галерея искусств Уокера ( англ. Walker Art Gallery) — художественная галерея в городе Ливерпуль . Галерея Уокера — одно из наиболее значимых музейных заведений за пределами Лондона .

## Основания и развитие учреждения
Галерея открылась для посетителей 6 сентября 1877 года, но собрание коллекций начались раньше. Ливерпульский Королевский институт воспользовался случаем и 1819 года приобрел тридцать семь картин банкира Уильяма Роско, что был вынужден продать частную галерею поскольку потерпел фиаско в банковском деле. Ливерпульский Королевский институт разместил картины бывшего банкира в отдельном помещении, выстроенном 1843 года рядом с институтом. 1850 года начались переговоры о создании в новом помещении художественной библиотеки и музея.

## Рождения галереи Уокера
Галерея искусств названа в честь бывшего мэра Ливерпуля, сэра Эндрю Барклая Уокера (1824-1893). Здание для галереи искусств построили в стиле позднего британского классицизма местные архитекторы.
1893 Ливерпульский Королевский институт передал в галерею искусств собственный сборник картин без картин сборки В. Роско.
В годы Второй мировой войны галерею вынужденно закрыли, а коллекции были вывезены в безопасные места. Галерея была закрыта на реконструкцию до 1951 года.

## Фонды

Мастерская Ганса Гольбейна-младшего. «Король Генрих VIII», в 1547 года.
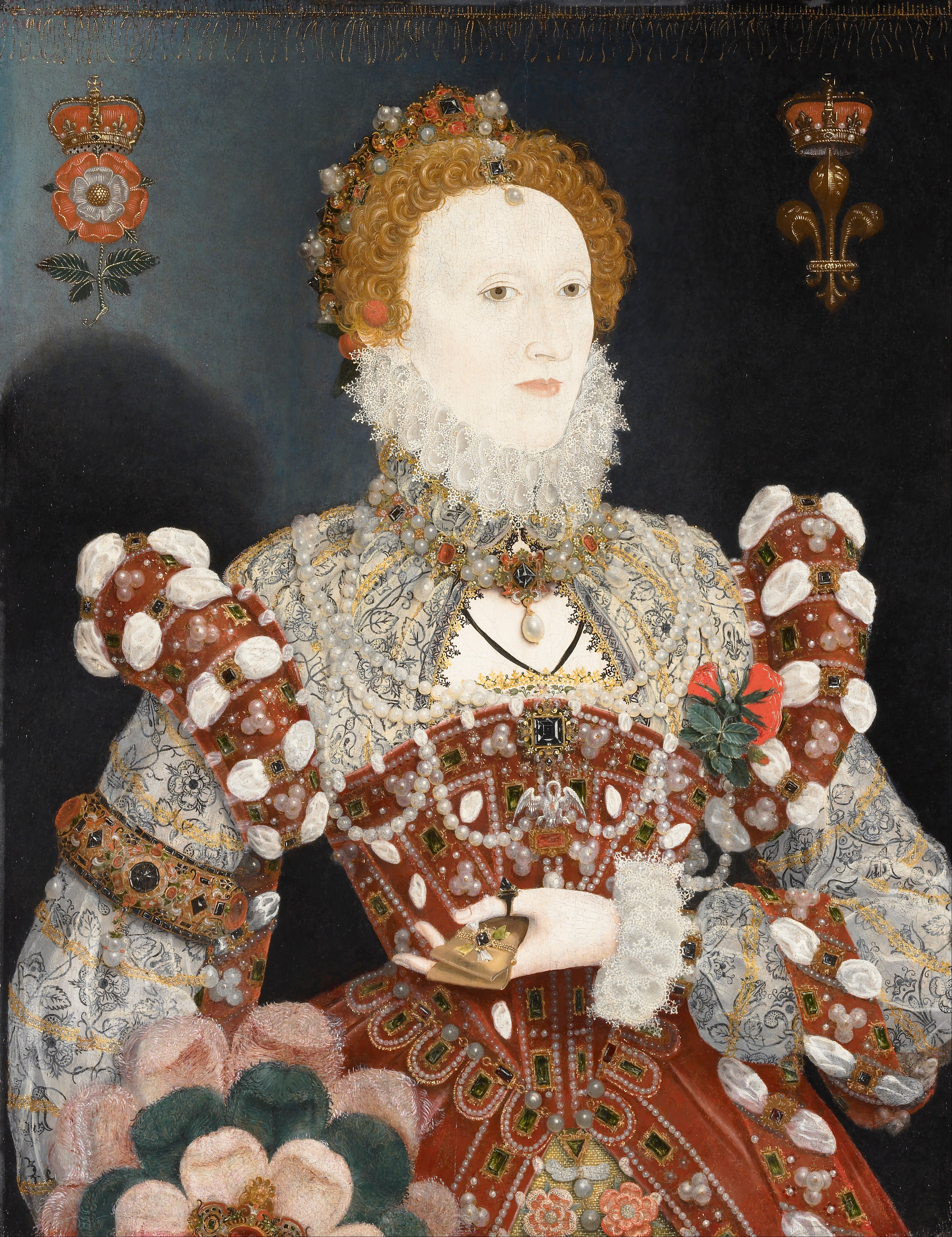
Возможно Николас Хиллард. «Королева Елизавета», в 1575 года.
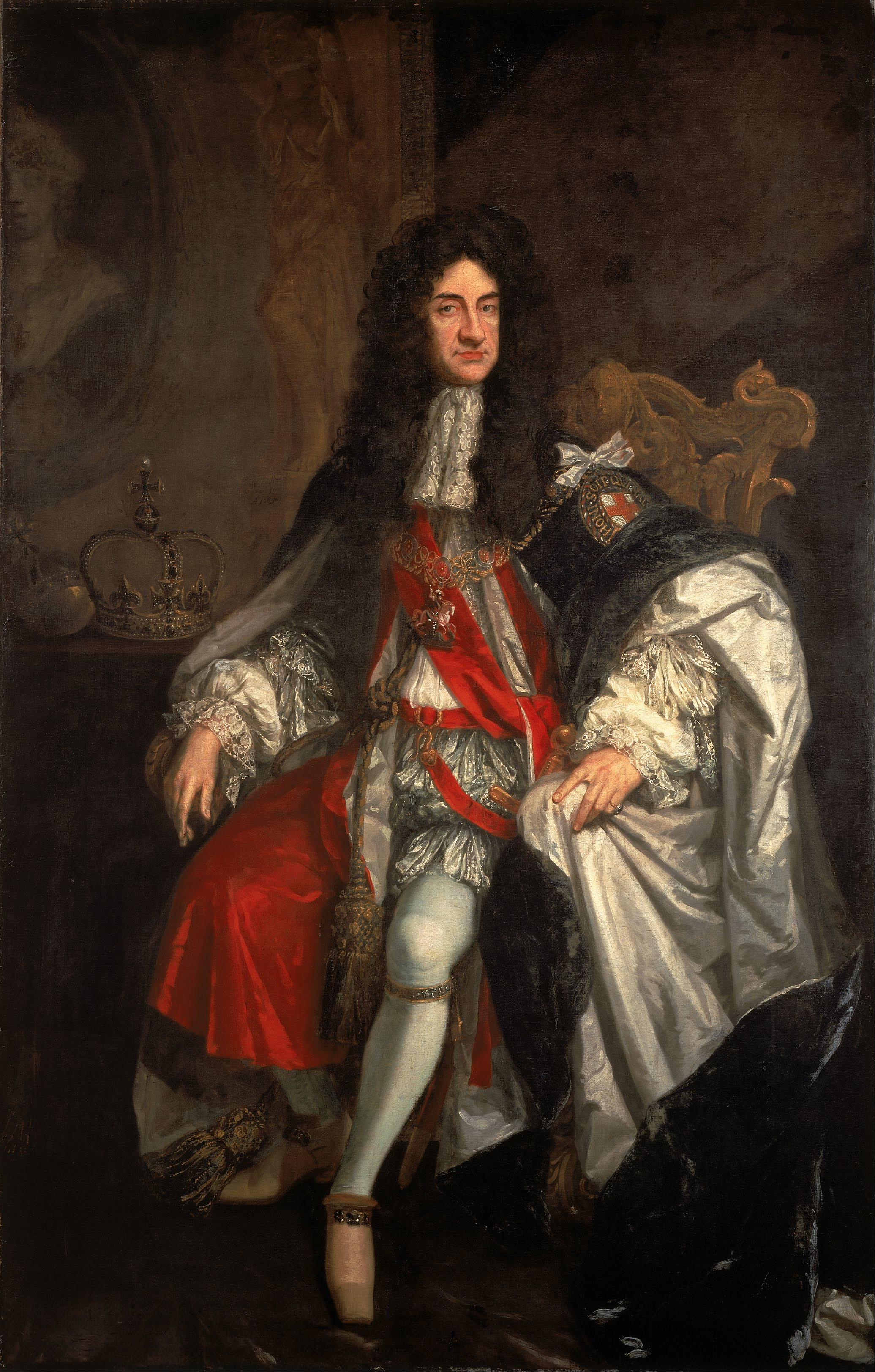
Кнеллер . «Король Карл II» (недатированный)
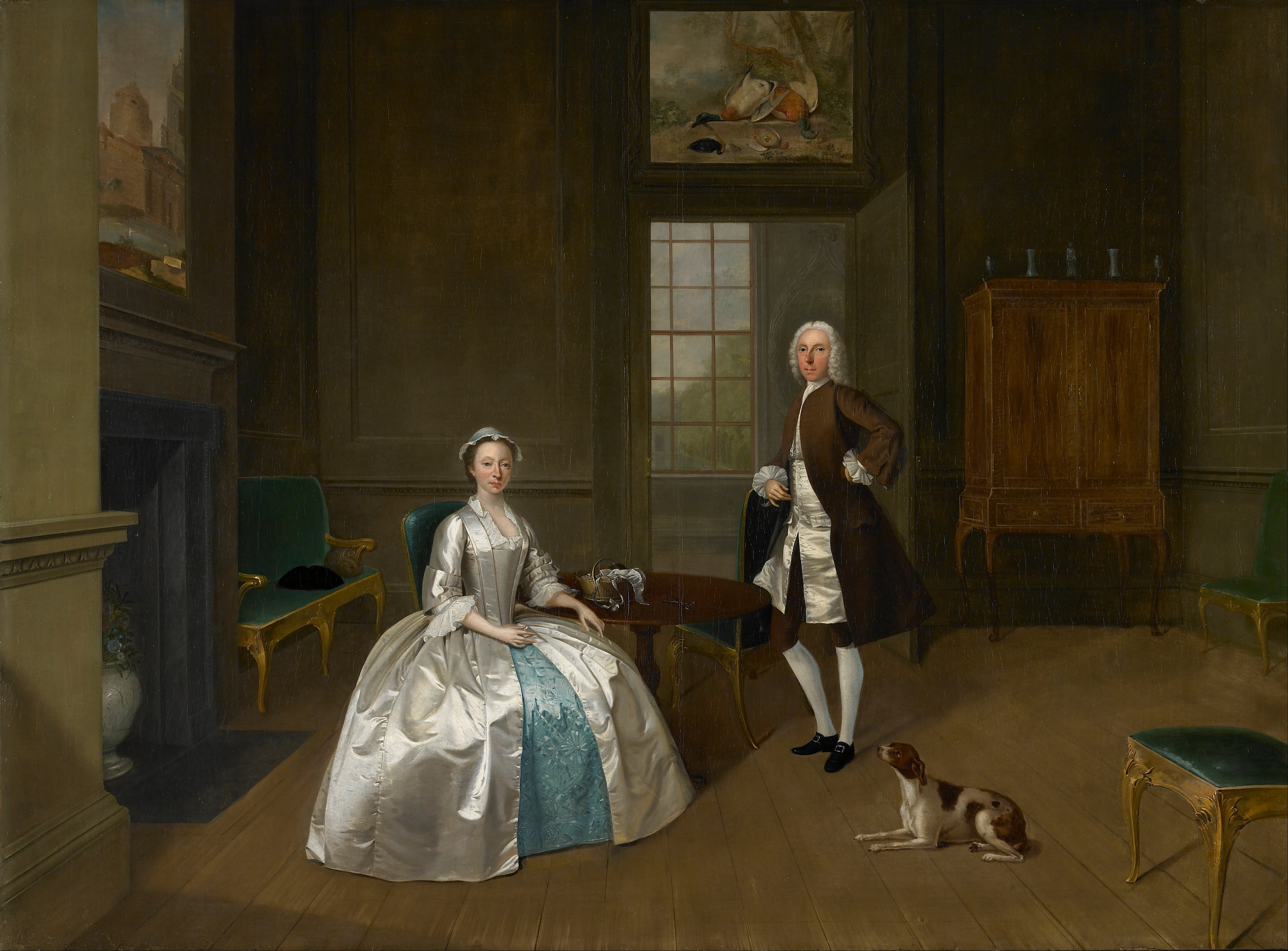
Артур Дэвис. «Миссиз и мистер Атертон», ок. 1743
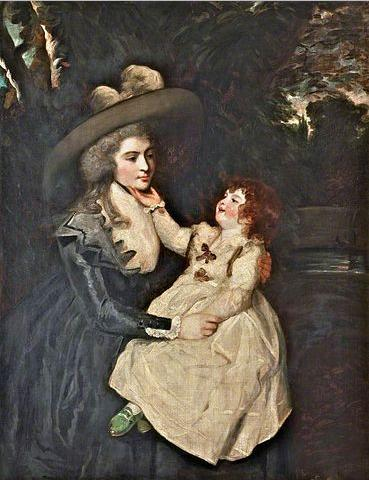
Джошуа Рейнольдс . «Миссиз Сеафорт с ребенком», 1787 год
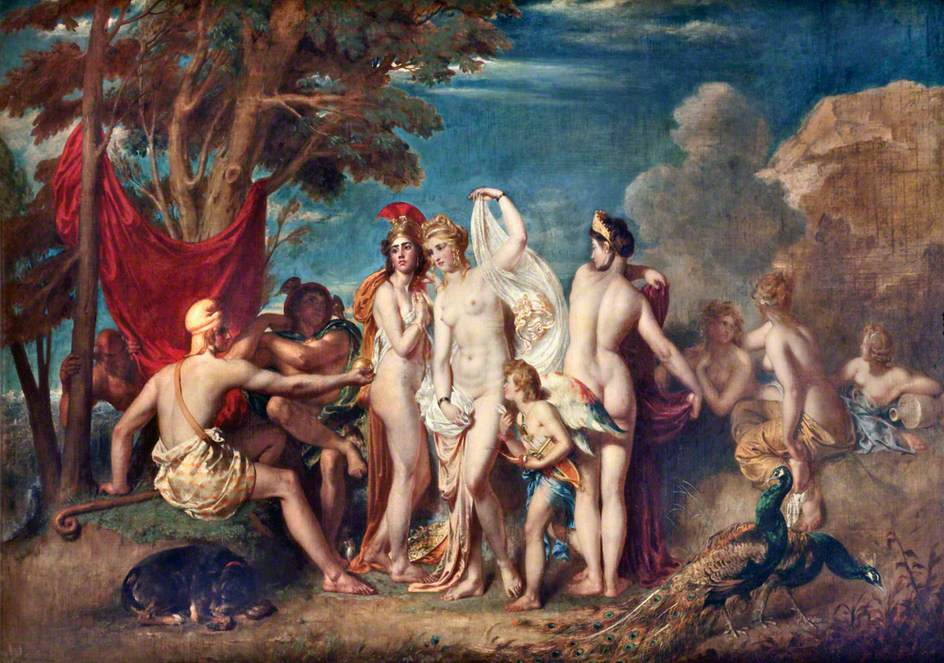
Уильям Этти . «Суд Париса», 1826 год
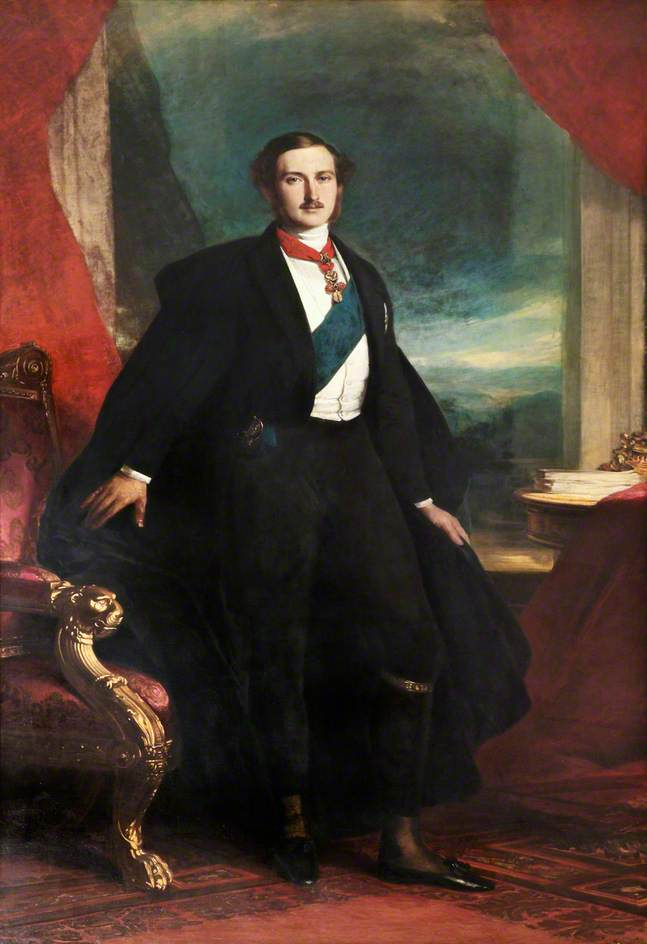
Франц Ксавьер Винтерхальтер. «Принц Альберт, супруг королевы Виктории»
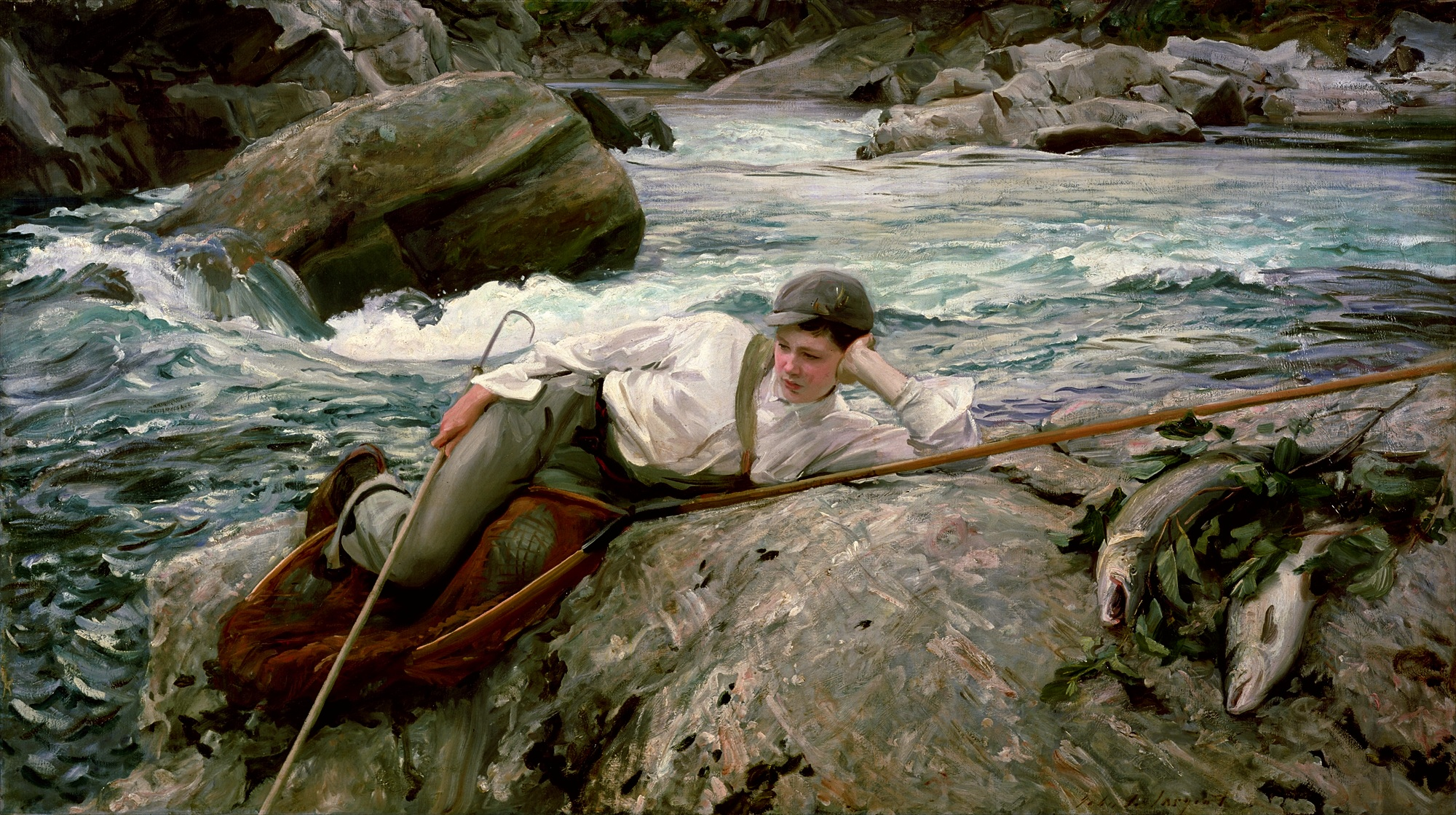
Сарджент . «На праздник, рыбалка в Норвегии», 1901 год
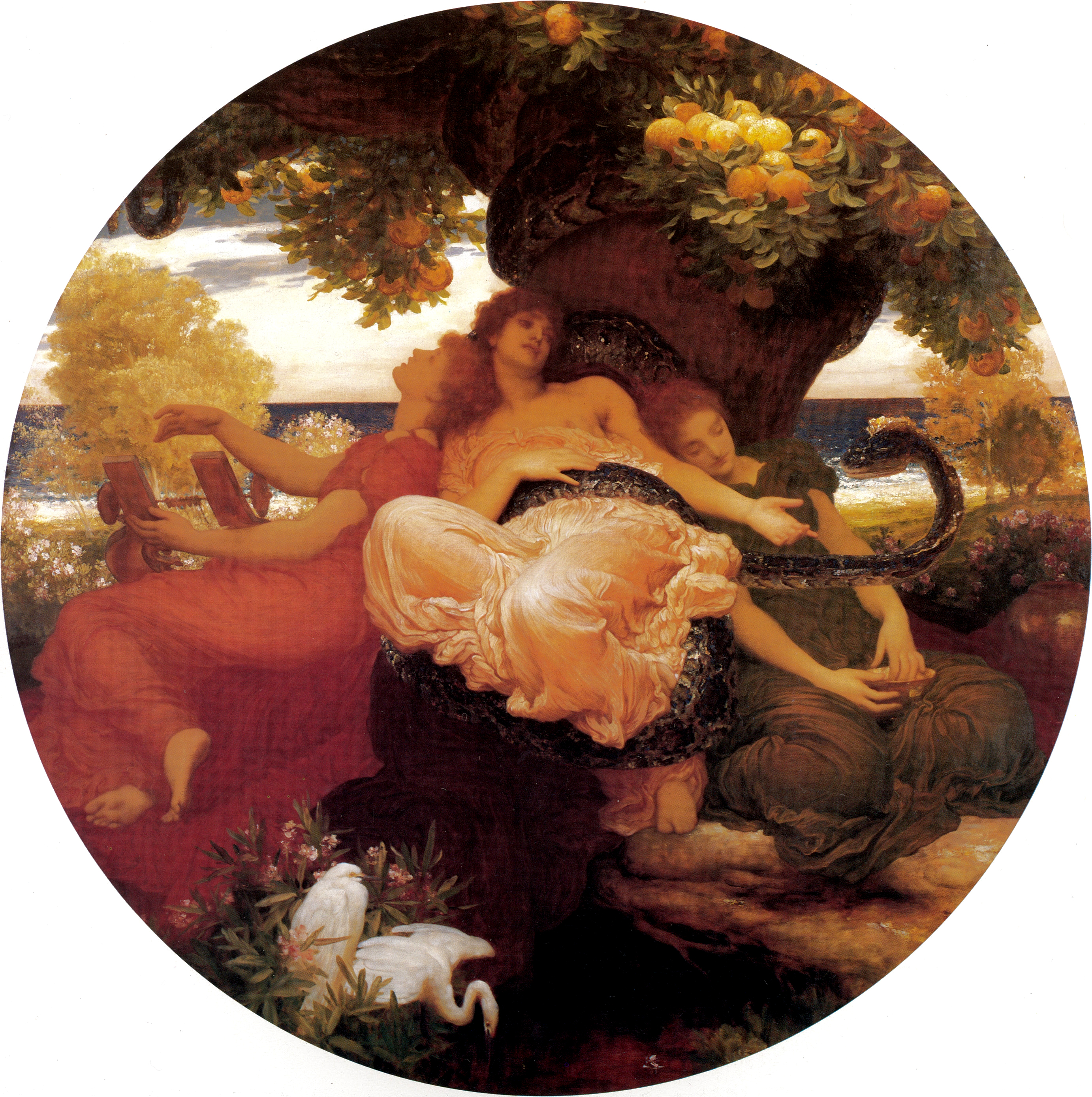
Фредерик Лейтон . «Сад Гесперид», 1892 год
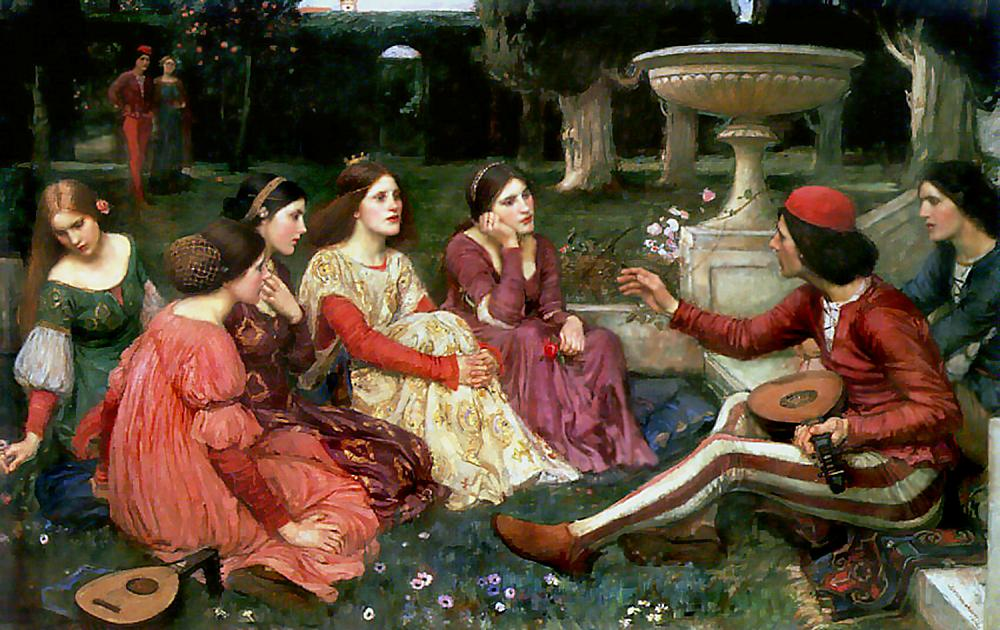
Джон Уильям Уотерхаус . Иллюстрация к «Декамерона» Боккаччо. 1916 год.
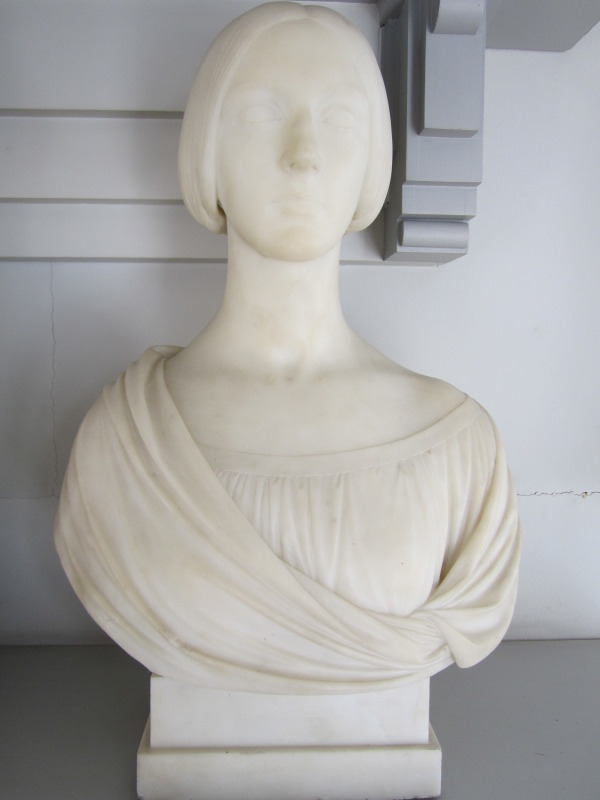
Пьетро Тенерани . «Неизвестная девушка»